# Eden a potom
Eden a potom je francouzský film natočený v koprodukci s Československem v roce 1970 francouzským režisérem Alainem Robbe-Grilletem. Film se natáčel na ostrově Djerba. Film má ještě navazující pokračování s názvem N. a pris les dés… (N. vzal kostky, 1971), kde jsou vystřižené scény zkombinované s těmi původními.

## Děj
Mladá studentka Violeta je zavlečena do krádeže obrazu jejího strýce, avantgardního malíře. Cestou za obrazem potkává postavy z kavárny Eden, číšníkovi Francovi a Ducheminovi přisoudí role lupičů.

## Obsazení
- Catherine Jourdan – Violeta (namluvila Ida Rapaičová)
- Lorraine Rainer – Marie-Eve (namluvila Božidara Turzonovová)
- Pierre Zimmer – Duchemin (namluvil Slávo Drozd)
- Juraj Kukura – Boris
- Ľudovít Kroner – Franc (namluvil Vladimír Kostovič)
- Jarmila Koleničková – Soňa
- Catherine Robbe-Grillet – bláznivá (namluvila Eva Rysová)